# BM Aragón
BM Arágon (Club Deportivo Básico Balonmano Arágon) war ein spanischer Handballverein aus Saragossa, Aragonien in Spanien.

## Geschichte
Der Verein wurde im Dezember 2003 aus den beiden großen Vereinen Saragossas, Rótulos Plasneón und dem 2000 aus der Liga ASOBAL abgestiegenen Garbel Saragossa, gegründet. Neuer Präsident wurde Ricardo Arregui vom Hauptsponsor Caja de Ahorros de la Inmaculada (kurz CAI). Der Verein übernahm die Spiellizenz von Garbel Saragossa und wurde in der Saison 2004/05 Zweiter hinter Algeciras BM, sodass der Club in die Liga ASOBAL aufstieg. Dank der Unterstützung des Hauptsponsors gelang es dem Verein, ein schlagkräftiges Team aufzubauen, das prompt den Klassenerhalt schaffte und sich sogar für den EHF-Pokal qualifizierte. In der Saison 2006/07 bestätigte der Club mit dem 6. Rang seine Ambitionen und zog darüber hinaus ins Finale des EHF-Pokals ein, wo das Team allerdings an den deutschen SC Magdeburg Gladiators scheiterte. In der Saison 2015/16 zog sich der Verein aus der Liga ASOBAL zurück und wurde aufgrund finanzieller Schwierigkeiten aufgelöst.

## Hauptsponsor
Der Verein wurde von der Firma des Präsidenten, Caja de Ahorros de la Inmaculada (kurz CAI), gesponsert. Deshalb lautete der aktuell offizielle Name des Vereins auch CAI BM Aragón.

## Erfolge

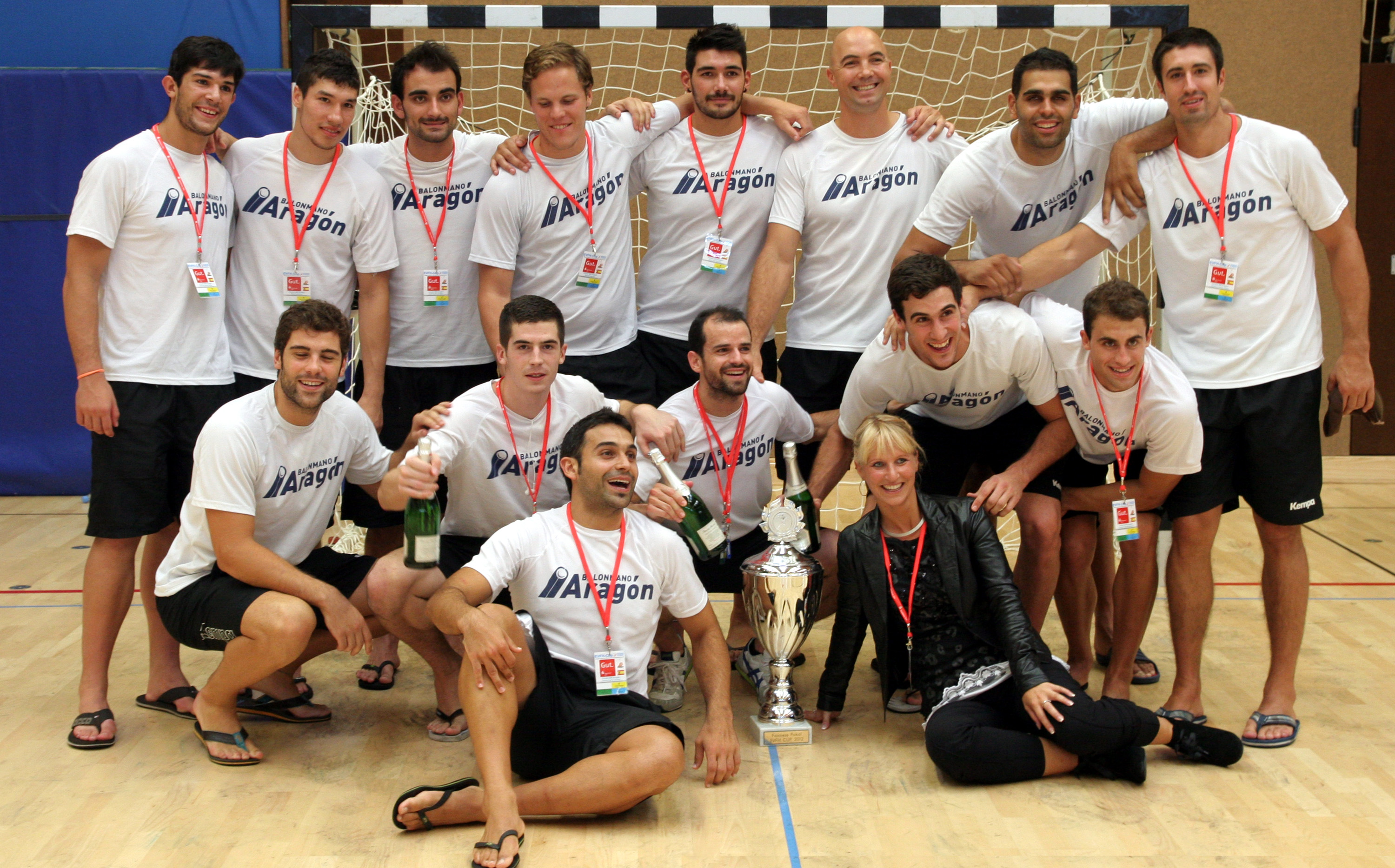
Die Mannschaft von BM Aragón im August 2012 bei EVFH-Cup

- Finale EHF-Pokal: 2007

## Statistiken der Saison 2006/07
| ASOBAL League  | Rang | Punkte | Spiele | Siege | Remis | Niederlagen | Tore | Gegentore |
| BM Ciudad Real | 6    | 34     | 30     | 17    | 0     | 13          | 907  | 891       |

- Tore:
  - Hussein Zaky – 132 Tore
  - Antonio Cartón Llorente – 106 Tore
  - Dalibor Doder – 95 Tore
- Fangquote:
  - Beno Lapajne – 198 gehaltene Bälle 31 %
  - Pablo Hernández Bermúdez – 177 gehaltene Bälle 30 %

## Bekannte ehemalige Spieler
- Robert Arrhenius
- Dalibor Doder
- Alex Dujshebaev
- Beno Lapajne
- Venio Losert (Garbel Saragossa)
- Demetrio Lozano
- Hussein Zaky